# الغارات الجوية على قطاع غزة في ديسمبر 2008
الغارات الجوية على قطاع غزة في ديسمبر 2008 بدأت إسرائيل غاراتها الجوية على قطاع غزة في 27 ديسمبر 2008، في الساعة 11:30 بالتوقيت المحلي، وأعلنت عن " وقف إطلاق النار من جانب واحد" في مساء 17 يناير 2009، بعد ثلاثة أسابيع من العمليات العسكرية الشاملة ضد حماس في قطاع غزة. 
إن المعركة بين إسرائيل وحماس في غزة هي جزء من الصراع بين العرب وإسرائيل الذي استمر من 27 ديسمبر/كانون الأول 2008 إلى 17 يناير/كانون الثاني 2009. في إسرائيل، تُعرف باسم عملية الرصاص المصبوب، وبين العرب، تُسمى مجزرة غزة. بما أن اليوم الأول من المعركة انتهى بأكبر عدد من القتلى والجرحى الفلسطينيين، ولأن هذه الحادثة غير مسبوقة منذ عام 1948، فقد أصبح هذا اليوم يُعرف لدى بعض العرب بالسبت الأسود.

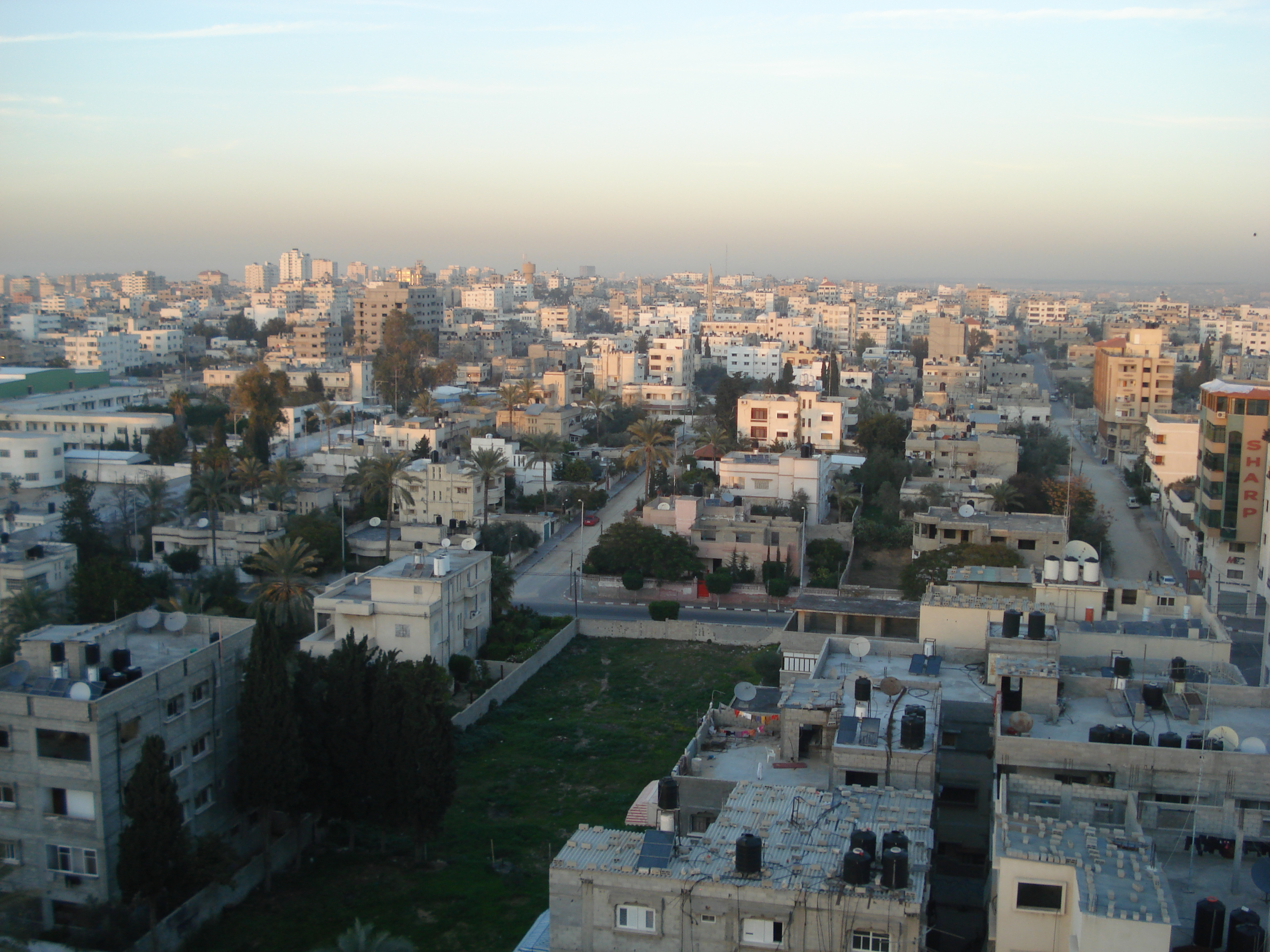
غزة في حرب 2008

بدأت المعركة بين إسرائيل وحماس في غزة بعد وقت قصير من انتهاء الاتفاق الذي استمر ستة أشهر بين إسرائيل وحماس و12 جماعة مسلحة. وبموجب هذا الاتفاق، التزمت حماس وإسرائيل بالامتناع عن شن عمليات مسلحة ضد أراضي كل منهما. خلال هذه الأشهر الستة، اتهمت إسرائيل حماس بخرق الاتفاق بإطلاق الصواريخ باتجاه أراضيها، واتهمت حماس إسرائيل بخرق الاتفاق باستمرار الحصار الاقتصادي والوقود على غزة.

## البداية
بدأت إسرائيل هذه الهجمات في 27 ديسمبر/كانون الأول 2008، في الساعة 11:30 بالتوقيت المحلي، وأعلنت عن "وقف إطلاق النار من جانب واحد" في مساء 17 يناير/كانون الثاني 2009، بعد ثلاثة أسابيع من العمليات العسكرية الشاملة ضد حماس في قطاع غزة. رفضت إسرائيل إعادة فتح معابر قطاع غزة بعد إعلان وقف إطلاق النار، ونتيجة لذلك لم يتم إعادة إعمار أنقاض هذه المنطقة. وتقول إسرائيل إن سبب هذا الحصار هو منع دخول المزيد من الأسلحة إلى المنطقة. وبعد الإعلان عن وقف إطلاق النار، وردت أنباء عن وقوع اشتباكات متقطعة بين الطرفين من وقت لآخر.

## الخسائر
بحسب الجيش الإسرائيلي فإن عدد الضحايا الإسرائيليين حتى اليوم التاسع عشر من الحرب بلغ 3 مدنيين و10 جنود.  هناك اختلاف في الرأي بشأن عدد القتلى الفلسطينيين، وبسبب عدم سماح إسرائيل للصحفيين الدوليين بدخول غزة، فإنه من غير الممكن التحقق بشكل مستقل من عدد الضحايا والإصابات. وبحسب تقديرات المركز الفلسطيني لحقوق الإنسان ووزارة الصحة الفلسطينية فإن عدد القتلى الفلسطينيين يتراوح بين 1314 و1434. لقد تسببت الحرب في غزة في أضرار كبيرة للبنية التحتية الصناعية والاقتصادية والصحية لقطاع غزة.

## انتهاك حقوق الإنسان
خلال الحرب، اتهم مجلس حقوق الإنسان التابع للأمم المتحدة في قرار له إسرائيل بارتكاب "انتهاكات جسيمة لحقوق الإنسان". واتهم تقرير لجنة تقصي الحقائق التابعة للأمم المتحدة ، الذي أعده ريتشارد جولدستون، إسرائيل وحماس بارتكاب جرائم حرب. وشملت جرائم الحرب الإسرائيلية استخدام الفسفور الأبيض في مهاجمة مباني وكالة إغاثة النازحين، واستهداف مستشفى القدس، والهجوم على مستشفى الوفاء. 

## التحضير لمواجهات 2022
أصبحت الغارات الجوية على قطاع غزة في ديسمبر/كانون الأول 2008 الأساس للصراعات اللاحقة. المواجهات بين غزة وإسرائيل 2022 هي معركة بين إسرائيل والقوات الجهادية في قطاع غزة بقيادة حركة الجهاد الإسلامي الفلسطينية . بعد اغتيال القائد البارز في سرايا القدس تيسير الجعبري على يد الجيش الإسرائيلي في 5 أغسطس 2022، شنت حركة الجهاد الإسلامي الفلسطينية هجمات صاروخية متتالية ومكثفة على المدن والبلدات الإسرائيلية، مما أدى إلى اندلاع الحرب.